# Caulònia (antiga ciutat)

Ciutats de la Magna Grècia, amb la ubicació de Caulònia, que pertanyien a la zona de dialecte aqueu

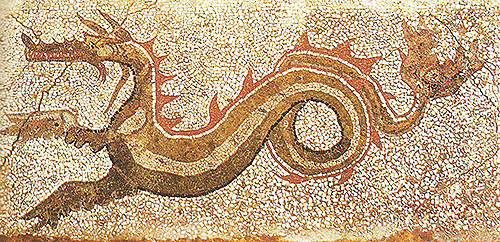
Mosaic del drac

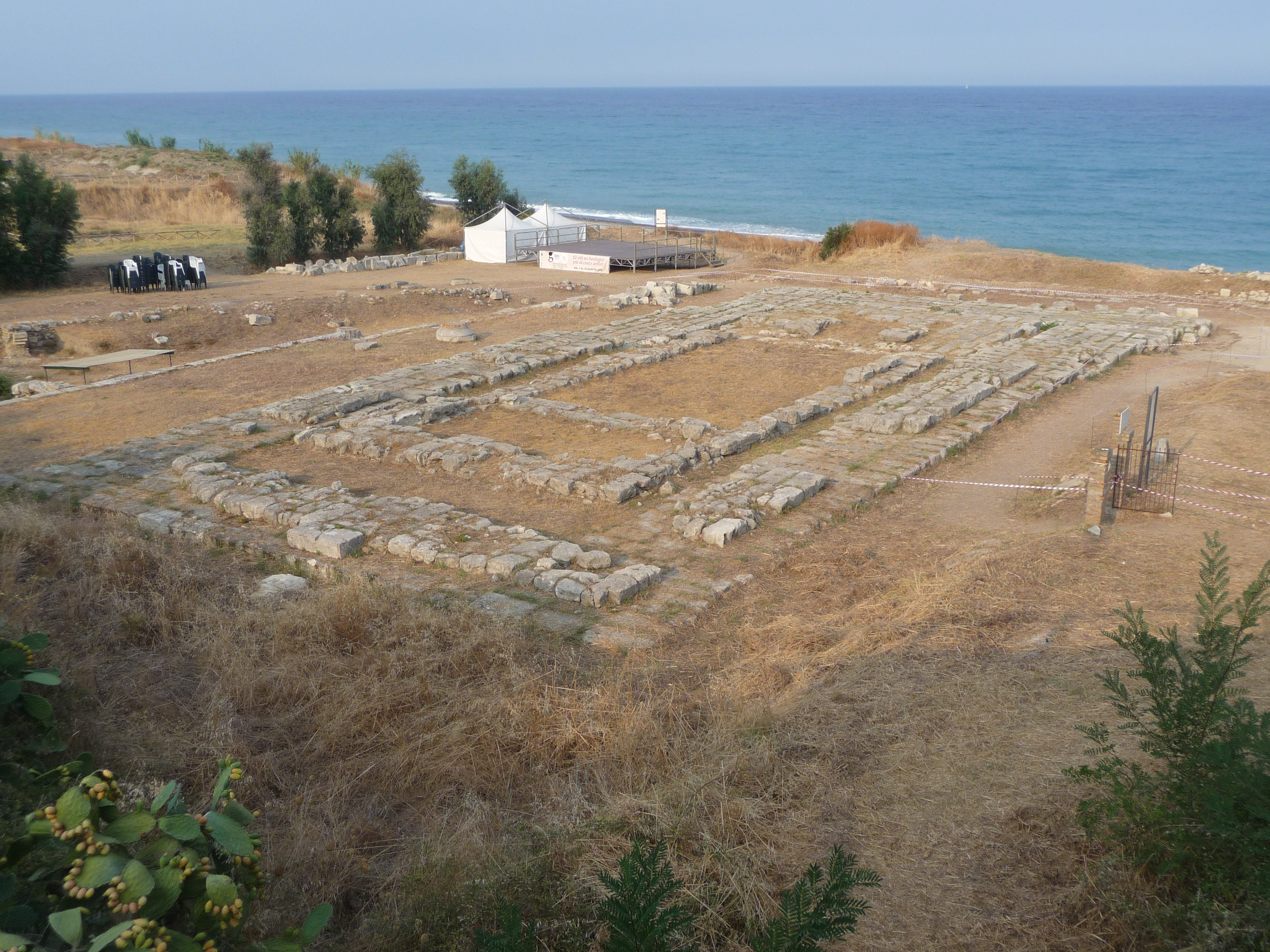
Temple de Caulònia

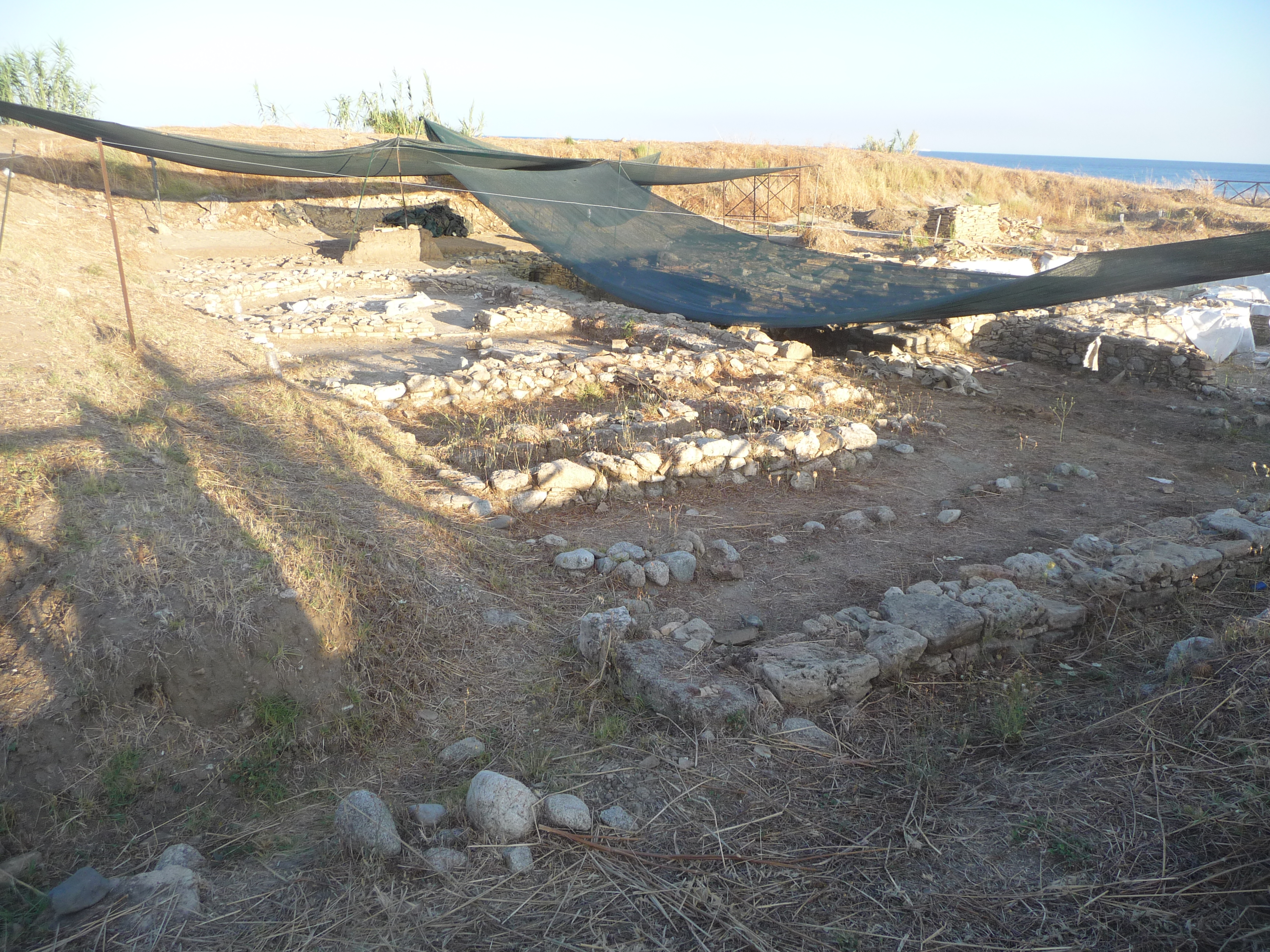
Ruïna de casa grega

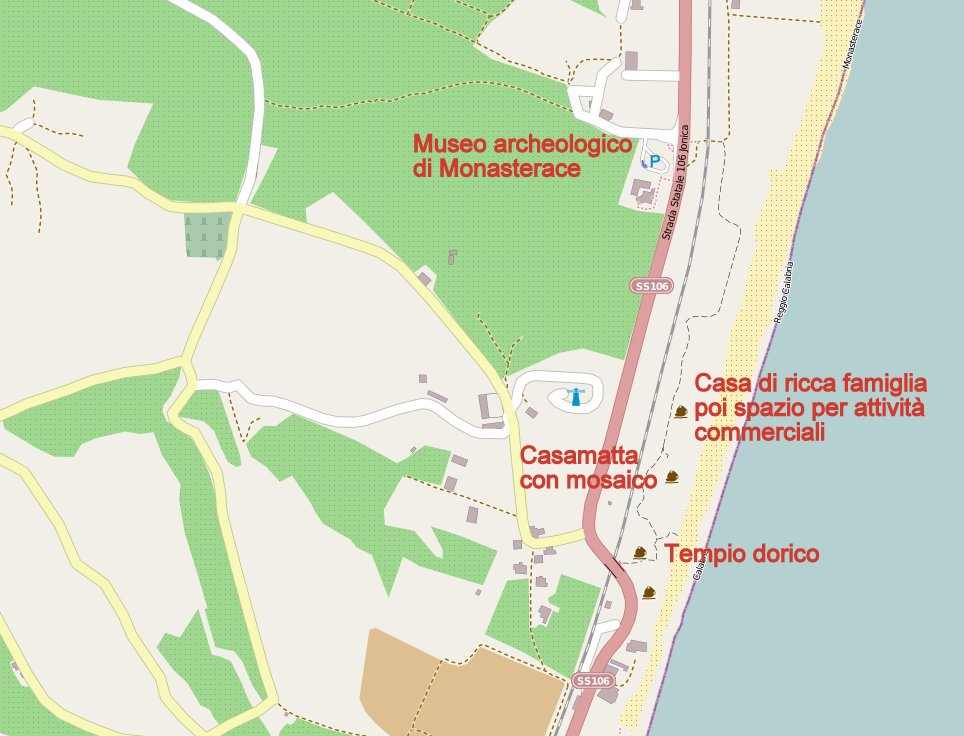
Mapa del lloc de Caulònia

Caulònia fou una colònia de la Magna Grècia, les restes de la qual es troben prop de Stilo, en la comuna de Monasterace, província de Reggio de Calàbria.
Paolo Orsi en realitzà les primeres excavacions al 1910-1911.

## Fundació
Segons la tradició, el nom de la ciutat deriva del nom del seu fundador, Kaulon, fill d'una amazona i heroi de la Guerra de Troia. Segons Francesco De Sanctis deriva de la paraula grega kaulos = 'fusta, tronc'. Segons Estrabó el nom deriva d'Aulonia (del grec antic aulon, 'congost'), nom que li donaren els aqueus.
Sobre les hipòtesis relacionades amb l'origen, les fonts en donen dues interpretacions principals. La primera, recolzada per Estrabó i Pausànies, atribueixen la fundació a colons d'Acaia guiats per Tifó d'Egi. La segona hipòtesi, recolzada per la majoria d'autors moderns, s'inclina pel fet que la fundà la ciutat de Crotona. De fet, hi ha una dicotomia entre les dues hipòtesis, perquè la prevalença d'una o altra influiria en la data de la fundació. La recerca arqueològica ha convingut a identificar el s. VIII ae com el període de la seua fundació; mentre que la colonització crotoniana, corresponent al període de màxima esplendor, es pot datar del s. VI ae.

## Història

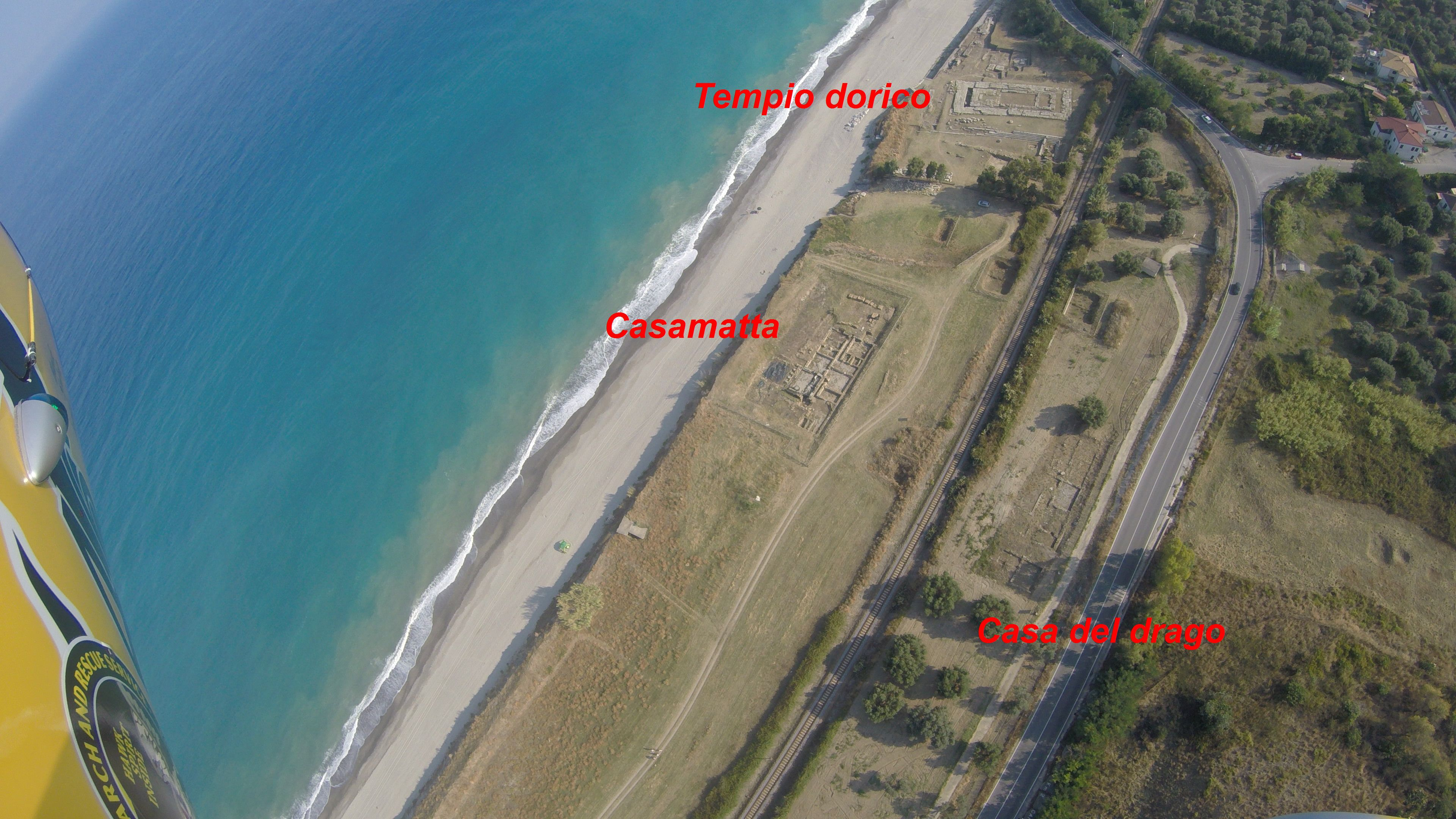
Caulònia des de dalt (2016)

Limitava al sud amb el riu Sagra, a la vora del qual, al s. VI ae succeí la famosa batalla de la Sagra, en què Caulònia, aliada amb Crotona, fou derrotada per Locres i Reggio gràcies, segons la tradició, a la intervenció miraculosa dels Dioscurs. No es coneix el primer segle de vida de la ciutat, perquè la majoria de dades en comencen des de la meitat del s. VI ae, quan gaudí del seu apogeu.
El 389 ae fou assetjada i conquerida per Dionís el Vell, tirà de Siracusa, malgrat l'ajut de Crotona i la Lliga italiota. Traslladà els habitants a Siracusa, els concedí la ciutadania i els eximí d'imposts durant cinc anys. Caulònia fou arrasada i el seu territori lliurat a Locres. Segons Hansen i Nielsen, la seua refundació sobre el 357 ae per Dionís el Jove es pot inferir de Diodor de Sicília (XVI,10, 2; XVI, 11, 3) i de Plutarc (Vida de Dió, 26, 7).
Estrabó informa que restà deserta al 277 ae: els habitants en foren expulsats i fundaren una nova Caulònia a Sicília. Pausànies n'atribueix la destrucció als campans.

## Estructura urbana
L'assentament urbà de Caulònia en època arcaica encara no està delimitat amb claredat, però se sap que la ciutat estava emmurallada i reforçada amb torres quadrangulars que ben conservades encara. En el període hel·lenístic el traçat urbà presentava una planta octogonal amb carrers principals disposats paral·lelament a la línia costanera.

## Interés arqueològic

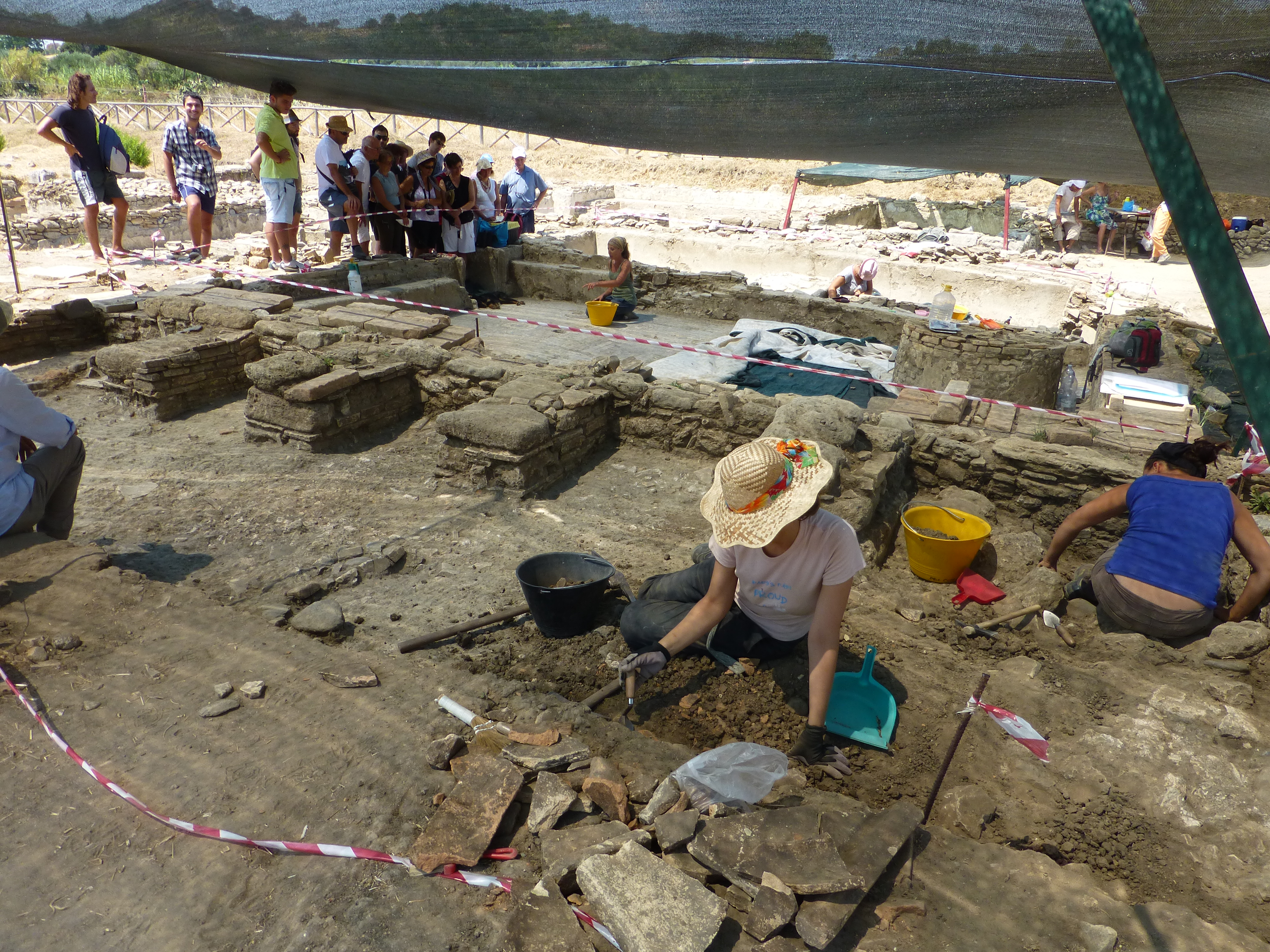
Caulònia, 2013

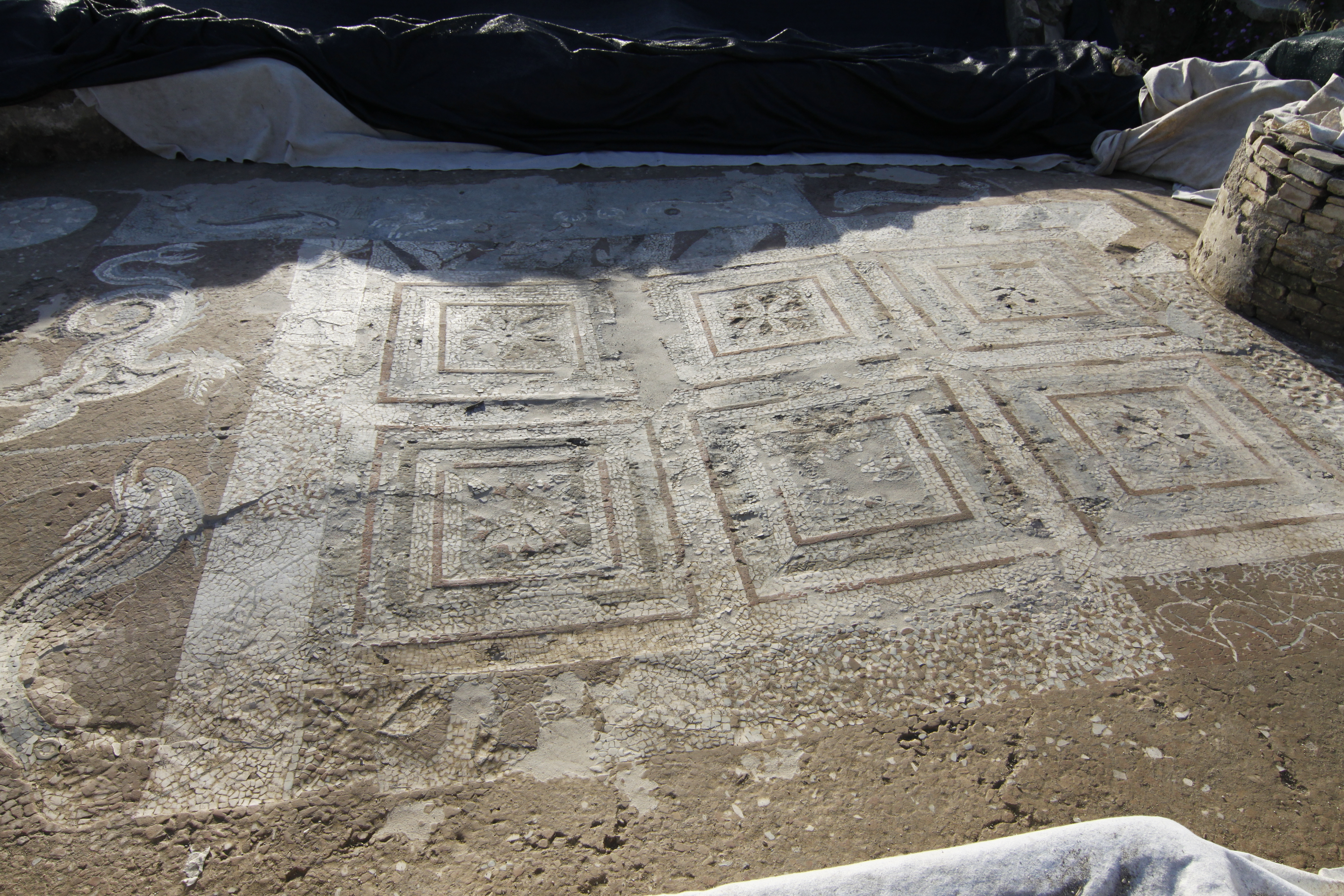
Mosaic

El mosaic del Drac, el més famós i reconegut de la Magna Grècia, que actualment s'exposa en el Museu Arqueològic de Monasterace Marina (després d'anys de ser exposat al Museu Arqueològic Nacional de Reggio Calàbria), decorava l'entrada d'una de les cases arqueològicament més riques del jaciment (ja que, a més del mosaic del Drac se n'han trobat un parell més).
El mosaic del Drac, en particular, data del s. III ae, i és famós perquè està molt ben conservat, i és el més complet i antic de la Magna Grècia. Hi ha també un vast edifici, denominat Casa Matta. Fou creat com una estructura en part residencial i en part pública, i es transformà durant l'època Brucia en un santuari on es devia practicar el culte a una divinitat femenina (Demèter?). D'interés per a l'estudi de la fase hel·lenística tardana es revela un ambient termal descobert al sector nord-oriental, en una cambra circular on hi ha banyeres individuals fabricades en terracota. En la sala més important, es trobà un sistema complet de canonades per al bany a vapor i el mosaic més ampli i antic de la Magna Grècia (30 m2). S'hi poden apreciar figures protectores com dracs i dofins.
En molts punts de la ciutat, tant en estrats del període clàssic com l'hel·lenístic o el romà, es pot apreciar clarament l'activitat metal·lúrgica relativa a la fosa i elaboració de bronze i ferro. No és estrany, ja que Caulònia disposava a les muntanyes limítrofes (zona de Stilo-Pazzano) de la zona d'extracció de ferro més important de la Magna Grècia. També tenia mines d'argent (Bivongi), tot i que no de tanta importància com els jaciments ferrosos. No ha de sorprendre que el control d'aquesta zona estiguera tan disputat entre Crotona i Locres.